# Ballblazer
Ballblazer é um jogo eletrônico lançado em 1984 criado pela empresa norte-americana Lucasfilm Games (posteriormente LucasArts Entertainment). O jogo foi originalmente lançado para a Família Atari de 8-bits, como Atari 800 e Atari 5200. Depois o jogo foi convertido para várias plataformas de jogos da época, tais como Apple II, ZX Spectrum] (pela Dalali Software Ltd), Amstrad CPC, Commodore 64, Atari 7800 e NES. Durante o projeto do jogo para Atari 800, o jogo se chamava Ballblaster. O criador e programador do jogo foi David Levine e a trilha sonora foi composta por Peter Langston. 

Em 1990, o jogo teve uma sequela e ramake para Amiga, Atari ST e PC-DOS, e se chama Masterblazer.

## Jogabilidade
Ballblazer é um simples jogo de esportes do estilo um-a-um que se assemelha ao jogo de basquete e futebol. Cada lado é representado por uma nave chamada "rotoflorete", que pode ser controlado por qualquer um jogador humano ou por um "dróide" controlado pelo computador, fazendo o jogo a possuir dez níveis de dificuldade (O jogo permite partidas de Humano contra Humano, Humano contra Dróide e Dróide vs Dróide). O objetivo básico do jogo é marcar pontos por qualquer disparo ou por carregar uma bola flutuante na meta do adversário. O jogo se passa em um campo de duelo similar ao tabuleiro de xadrez, onde a tela do jogo é dividida em duas (uma para o jogador e outra para o oponente). 

Um jogador pode tomar a posse da bola por correr atrás dela, no momento em que ela é realizada em um campo de duelo na frente da nave. O adversário pode tentar bater a bola para longe do jogador usando o botão de tiro, e o jogador em posse da bola também pode atirar a bola em direção ao gol. Quando um jogador não tem a posse de bola, o seu "rotoflorete" transforma automaticamente em intervalos de 90 graus para encarar a bola, embora possua a bola, o jogador prossegue em direção à meta do adversário. As traves se deslocam de um lado para outro em cada extremidade do campo de jogo, e como as metas são marcadas, o objetivo torna-se mais estreita. 

Ao empurrar a bola em direção à meta, a pontuação é marcada. Atirando a bola através de cada trave, os pontos variam em dois, e marcando com sucesso a partir de longo alcance (onde as regras do jogo não são visíveis), três pontos são marcados. O número máximo de pontos no total entre os dois jogadores é dez, o que significa que todos os pontos marcados que levaria o total combinado acima de dez fará com que a pontuação do oponente seja reduzida na mesma proporção, o que resulta em uma espécie de “cabo-de- guerra” do sistema de pontuação. O jogo termina quando um jogador marca dez pontos ou quando o tempo se esgota. Se o tempo se esgote e o placar estiver empatado, o jogo vai para um "pênalti", onde o primeiro jogador tem que marcar um gol para a vitória.

## Trilha sonora do jogo
O tema musical do Ballblazer é chamado de "Song of the Grid" ("Canção da Grade") e é ouvido entre as partidas. O tema foi gerado através de algoritmos, e o compositor é o líder de equipe da companhia Lucasfilm Games chamado Peter Langston, que chamou a composição de "riffologia". A melodia principal é montado a partir de um conjunto pré-definido de 32 fragmentos de oito notas dos “riffs”, ou melodia, que são colocados juntos aleatoriamente por um algoritmo que também faz escolhas em vários parâmetros, incluindo "como acelerar a reprodução da melodia, como aumentar o volume da reprodução, quando omitir ou elidir notas, quando inserir um interrupto de ritmo ". A melodia é acompanhada por linha de tom grave, de bateria e de cordas, que também são montados na hora por uma versão simplificada da abordagem acima. 

Na verdade a música toca para sempre, sem se repetir, mas sem se afastar muito do tema original. Langston, um músico experiente de jazz, de rock e de música popular, comentou sobre a música de Ballblazer: "Um revisor, um tocador de jazz eminente Pat Metheny, disse que a música se parecia  com a música de John Coltrane. Eu acho que esta é o meu melhor elogio até agora."